# Eremiaphila turica
Eremiaphila turica es una especie de mantis de la familia Eremiaphilidae.

## Distribución geográfica
Se encuentra en Irán, Irak y Turquía.